# International Masonic Union Catena
De International Masonic Union Catena is een internationale organisatie van gemengde nationale obediënties, koepelorganisaties van vrijmetselaarsloges.  Doel is de onderlinge samenwerking van de aangesloten obediënties te coördineren en optimaliseren. De naam betekent 'ketting' in het Latijn.
De organisatie zag het levenslicht in juli 1961. Zij is ontstaan op initiatief van drie obediënties: de Nederlandse Grootloge der Gemengde Vrijmetselarij, Humanitas – Freimaurergroßloge für Frauen und Männer in Deutschland en Österreichischer Universaler Freimaurerorden - Humanitas. Dit waren alle drie gemengde nationale obediënties die zich uit onvrede met het centralische federalisme van de Ordre Maçonnique Mixte International Le Droit Humain daarvan hadden afgesplitst.  De eerste voorzitter was broeder Offringa, afkomstig van de Nederlandse Grootloge der Gemengde Vrijmetselarij.
In tegenstelling tot Le Droit Humain is Catena confederaal georganiseerd.  Catena staat uitsluitend open voor obediënties die zowel mannen als vrouwen opnemen.  
Elk jaar organiseert Catena een bijeenkomst voor de leden, het 'Catena Festival'. Dit vindt elk jaar plaats in een ander land, in 2025 werd het gehouden in Praag (Tsjechië).

## Aangesloten obediënties
Onderstaande koepelorganisaties zijn momenteel - anno 2025 - lid:
- Großloge Humanitas Austria - Oostenrijk (*)
- Velkolóže Humanitas Bohemia - Tsjechië
- Grand Loge Européenne de la Fraternité Universelle
- Groupement Maconnique de Loges Mixtes et Independantes - Frankrijk
- Humanitas – Freimaurergroßloge für Frauen und Männer in Deutschland  - Duitsland (*)
- Order of the Ancient Free Masonry for Men and Women  - Verenigd Koninkrijk
- Grand Lodge Of Modern Mixed Masons - Verenigd Koninkrijk
- Grand Lodge of Freemasonry for Men and Women Greece - Griekenland
- Ordine Massonico Tradizionale Italiano - Italië
- Romanian Masonic Mixed Order - Roemenië
- Maçons Lliures Mare Nostrum - Spanje

(*) stichtend lid